# Гродзець-Мали
Гродзець-Мали (пол. Grodziec Mały, нім. Klein Gräditz) — село в Польщі, у гміні Глогув Глоговського повіту Нижньосілезького воєводства. Населення — 582 особи (2011).
У 1975-1998 роках село належало до Легницького воєводства.

## Демографія
Демографічна структура станом на 31 березня 2011 року:
|          | Загалом | Допрацездатний вік | Працездатний вік | Постпрацездатний вік |
| -------- | ------- | ------------------ | ---------------- | -------------------- |
| Чоловіки | 289     | 57                 | 207              | 25                   |
| Жінки    | 293     | 69                 | 175              | 49                   |
| Разом    | 582     | 126                | 382              | 74                   |